# Suzanne Curchod
Suzanne Necker, nacida Curchod,(Crassier, 2 de junio de 1737–castillo de Beaulieu, Coppet, 6 de mayo de 1794), fue una mujer de letras franco-suiza. Casada con Jacques Necker, ministro de finanzas del rey Luis XVI de Francia, se hizo muy popular entre la intelectualidad de la época por el salón de tertulias que mantuvo en París. Fue madre de la polifacética Anne-Louise Germaine Necker (conocida como Madame de Staël).

## Biografía
Hija de Magdelaine d'Albert de Nasse y de Louis Antoine Curchod, pastor protestante del pueblo suizo de Crassier (en la región de Vaud, cerca de Lausana). Bien dotada para el aprendizaje del latín, las matemáticas y las ciencias, y de naturaleza expansiva, Suzanne impulsó y presidió un grupo literario llamado “Académie des Eaux”, integrado por un círculo de estudiantes de Lausana. También ha quedado noticia de su relación con el historiador inglés Edward Gibbon a partir de 1757, noviazgo que no llegaría a madurar por la desaprobación paterna de ambos, la consiguiente vacilación de Gibbon y la negativa de Suzanne a abandonar Suiza para vivir en Inglaterra. Gibbon rompió el compromiso en 1762, circunstancia que se produjo entre las muertes de los padres de ella en 1760 y 1763. Tras la muerte de su padre, Suzanne se había puesto a dar clases particulares. Finalmente, al morir su madre, se trasladó al hogar de madame de Vermenoux, joven viuda francesa a quien frecuentaba el hábil banquero ginebrino Jacques Necker. Suzanne y Necker contrajeron matrimonio en 1764. Dos años después nacería Anne-Louise Germaine, futura Madame de Staël.
Tras amasar una considerable fortuna, Necker se convertiría en ministro de Finanzas de Luis XVI en 1776. En París, madame Necker fue la anfitriona de un salón frecuentado por personajes e intelectuales del momento, como Jean-François de La Harpe, Jean-François Marmontel, Gabriel Bonnot de Mably, Jacques-Henri Bernardin de Saint-Pierre, Antoine Léonard Thomas; científicos como Georges Buffon; enciclopedistas como Diderot y D'Alembert; además de expatriados suizos como Marie-Thérèse Rodet Geoffrin o la Madame du Deffand.
De su actividad social destaca la fundación, en París en 1776, de un sanatorio infantil (“Hospice de Charité”). En 1792, el hospital pasó a llamarse “Hospice de l'Ouest”, que luego se renombraría como Hospital Necker-Enfants Malades.
Tras la destitución de Jacques Necker en 1789, la familia volvió a sus posesiones en Suiza, instalándose en su castillo de Beaulieu, en Coppet, junto a Lausana. Suzanne Curchod murió allí, en 1794, tras dejar curiosas instrucciones sobre la construcción de su tumba y sobre el cuidado de sus restos.

## Obra

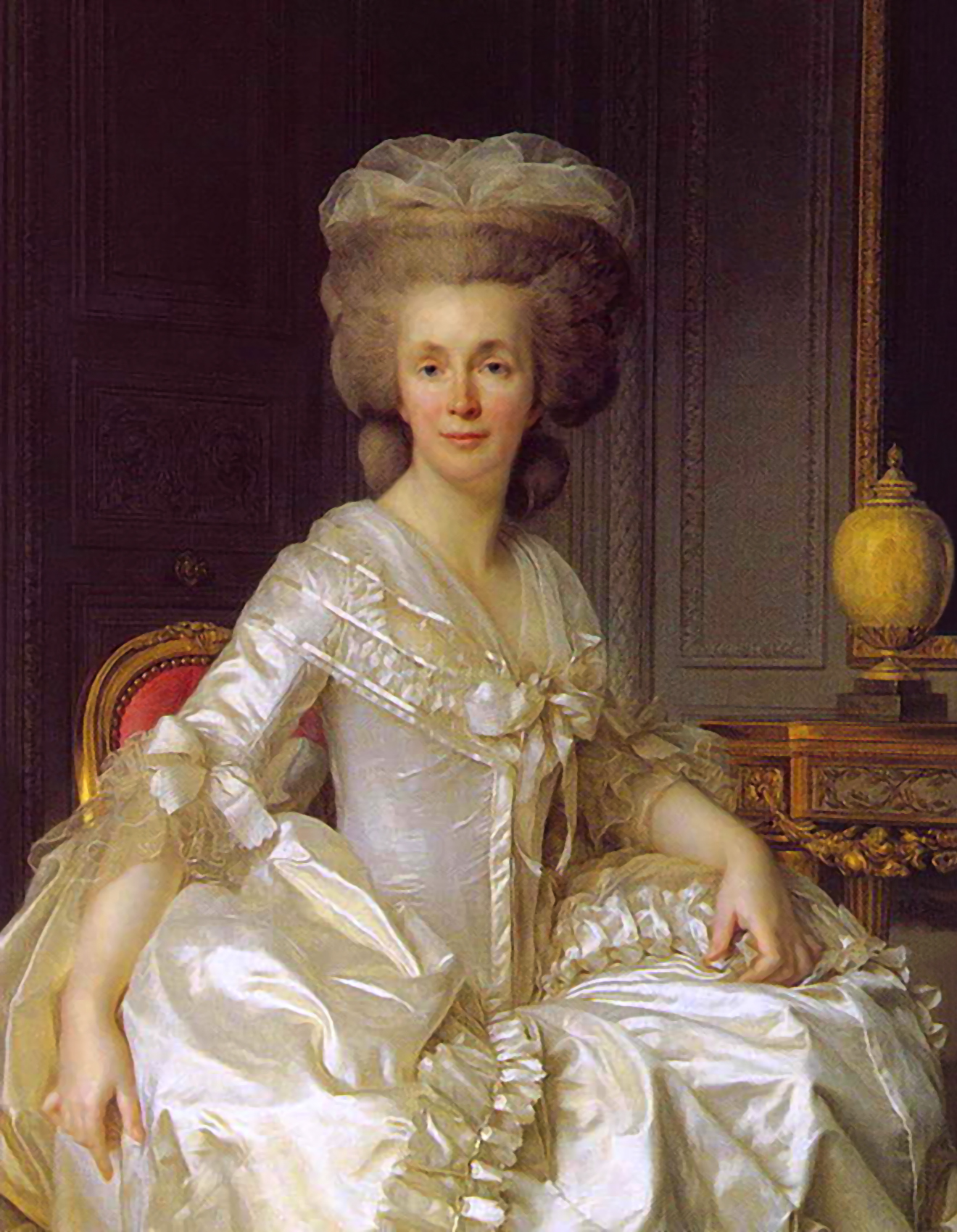
Duplessis - Suzanne Curchod, Madame Necker

Su obra sobre temas literarios y morales, quedó recogida en diversas publicaciones y catálogos de correspondencia con miembros de su tertulia, como Grimm, Buffon, Thomas, Marmontel y otros hombres de letras.
Destaca además su Mémoire sur l'Etablissement des hospices (1786), y el libro titulado Réflexions sur le divorce (Lausanne 1794). También se le atribuyen Des inhumations précipitées (1790), y Mélanges (1798–1801).